# 山梨清松
山梨 清松（やまなし せいしょう、1928年6月8日 - 2015年2月10日）は、日本の建築家。(株)綜合設計事務所　代表取締役会長。（社）日本建築士会連合会理事、副会長、顧問。（社）日本建築家協会理事。静岡県建築士会会長。(財)静岡県建築住宅まちづくりセンター理事長。日本大学(非常勤講師)等を歴任した。

## 人物

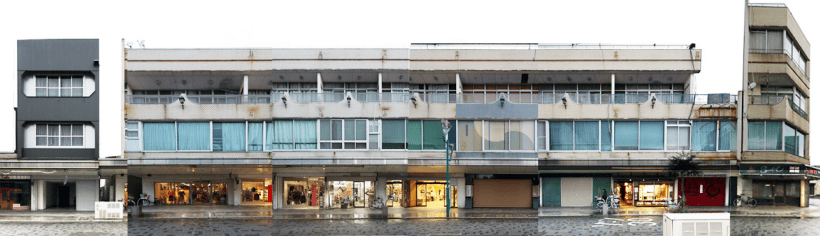
山梨が設計した銀三ビル（1969年竣工）

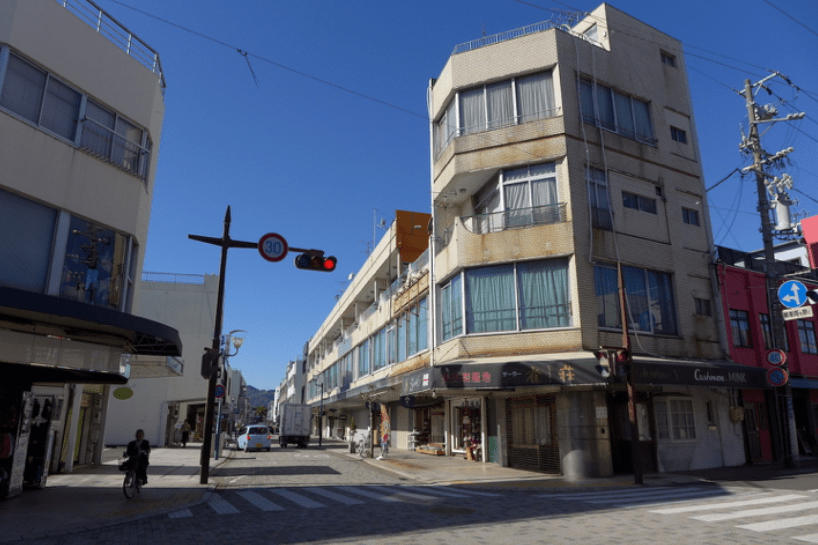
山梨が設計した銀三ビル（右）（1969年竣工）

日本大学理工学部卒業(1952年)、卒業設計「空港の設計」卒論「明治以降の構造の変遷史」、東京大学大学院建築学科博士課程修了(1957年)、丹下健三研究室所属（大学院の同期は槙文彦、神谷宏冶)）。
丹下研究室（1952～57年）では、図書印刷原町工場、丹下健三自邸などの設計に参画した。
山梨が丹下健三自邸の基本設計を担当したことについては、藤森照信が「X-Knowledge HOME特別編集no.5(2005年8月発行エクスナレッジ)に、『丹下健三自邸の謎』p38-43という論文が掲載されている。また、藤森は、この論文のなかで、当時の「新建築」に山梨の設計として掲載された『浦和の家』は、丹下健三の作品の一つだとする説を書いている。)
本阿弥清が、この論文を踏まえて山梨氏本人に聞き取り調査を行ったところ「『浦和の家』は、東大大学院時代に丹下先生から設計を任された。施主は、丹下さんの知人で東大の筒井先生（物理学）の自邸。ガラス面を多用した作品で、湯船をタイルで全面を張り保温効果を保ったもの。プランは自分がやったが、自分は学生のレベルであり丹下さんが指導してくれた。当然、現場にも同行した。丹下さんと共同で設計したといえばそうなる」(※静岡市内の「綜合設計事務所」5階会長室にて聞き取り調査を実施 2010年5月2日 )」。
その後、1965年に独立。山梨建築事務所、綜合計画・建築・設計事務所、綜合設計事務所、㈱綜合設計事務所と名称変更。静岡県を活動拠点に建築の他都市計画や公園・環境設計なども手掛ける。
約47年間で設計事務所としてかかわったプロジェクト(仕事)は、国内外にわたる建築設計1,000、都市計画900、公園・環境設計200であった。 代表作に浦和の家(丹下健三研究室時代)。清水市防災建築街区。「泉の郷」で静岡県都市景観賞。磐南聖苑、清水市市民文化会館で中部建築賞などがある。

## 参考
1. ↑  昭和58年度 第15回中部建築賞 入賞作品 (PDF)
2. ↑  静岡県建設産業の最近の動向と今後の課題 (PDF)
3. 1 2  “https://keijiueshima.net/archive/collaboration/5319/”. 2021年2月2日閲覧。
4. ↑  現代美術との出会いと交流 本阿弥 清 美術評論家連盟 AICA JAPAN
5. ↑  四ヶ所高志, 塩崎太伸, 奥山信一, 現代日本の建築家による一室空間形式の住宅の設計意図 近代主義建築の空間言語を題材とした現代建築家の住宅設計論に関する研究」『日本建築学会計画系論文集』 77巻 677号 2012年 p.1617-1624, doi:10.3130/aija.77.1617。
6. ↑  平成29年度 共同研究助成事業の概要 公益財団法人ふじのくに地域・大学コンソーシアム (PDF)
7. ↑  泉の郷 (PDF)
8. ↑  JIA Sizuoka 20周年記念誌 (PDF)